# Maria Lindenmeier
Maria Lindenmeier, geborene Zwingenberger (* 27. Juli 1923 in Hohenstein-Ernstthal; † 29. Dezember 2016). war eine deutsche Politikerin (SPD). Sie wirkte unter anderem als Mitglied des Landtags von Schleswig-Holstein.

## Leben
Maria Zwingenberger wurde in Sachsen geboren. Nach dem Abitur war sie als Landwirtschaftsgehilfin und kaufmännische Angestellte tätig. Sie war evangelisch, heiratete, bekam vier Kinder und arbeitete zunächst als Hausfrau. Von 1960 bis 1975 war Maria Lindenberger Geschäftsführerin des Landesverbands Schleswig-Holstein der Europa-Union. 1965 trat sie der SPD bei. Von 1970 bis 1975 war sie in der Kommunalpolitik bürgerliches Mitglied der Gemeindevertretung von Heikendorf und Kreistagsabgeordnete des Kreises Plön.
Im Jahr 1975 wurde Lindenmeier über die Landesliste der SPD in den Landtag Schleswig-Holsteins gewählt. Sie war ordentliches Mitglied des Sozialausschusses, des Eingabenausschusses und ab 1977 des Agrarausschusses. 1979 und 1983 zog sie erneut über die Landesliste in den Landtag ein und gehörte ihm bis 1987 an.
Von 1979 bis 1988 war sie Mitglied des Ständigen Beirats beim Bundesausgleichsamt.
Lindenmeier war Gewerkschaftsmitglied und gehörte der Arbeiterwohlfahrt, dem DRK, der Deutsch-Polnischen Gesellschaft und Amnesty International an.